# Ignacy Stawarz
Ignacy Stawarz (ur. 4 stycznia 1948 w Żywcu) – polski górnik, działacz opozycji antykomunistycznej w okresie PRL, jeden z przywódców strajku w Kopalni Węgla Kamiennego „Ziemowit” w 1981 r., współtwórca NSZZ „Solidarność” na Górnym Śląsku.

## Życiorys
W latach 1966–1968 działał w Zrzeszeniu Studentów Polskich. W marcu 1968 brał udział w manifestacjach studenckich w Krakowie na fali tzw. wydarzeń marcowych. W latach 1974–1981 zatrudniony był w Oddziale Utrzymania Ruchu Kopalni Węgla Kamiennego „Ziemowit” w Tychach-Lędzinach, jednocześnie w latach 1974–1980 będąc członkiem Związku Zawodowego Górników. Od września 1980 związany z Niezależnym Samorządnym Związkiem Zawodowym „Solidarność”, piastował funkcję przewodniczącego Komitetu Wydziałowego „Solidarność” oraz członka Komitetu Zakładowego „Solidarność” w KWK „Ziemowit”. Stawarz był delegatem na I i II Wojewódzki Zjazd Delegatów „Solidarności” Regionu Śląsko-Dąbrowskiego oraz delegatem na I Krajowy Zjazd Delegatów.   
Był współorganizatorem oraz jednym z liderów grupy kierującej podziemnym strajkiem w KWK „Ziemowit” w dniach 15–24 grudnia, w którym uczestniczyło ok. 2 tys., górników. Był to drugi co do długości podziemny strajk w kopalniach po wprowadzeniu stanu wojennego (dłuższy był strajk w KWK „Piast”). Wraz z Mirosławem Stroczyńskim i Eugeniuszem Krystianem tworzył kierownictwo Komitetu Strajkowego w kopalni. Po strajku w dniu 29 grudnia 1981 dobrowolnie oddał się w ręce Milicji Obywatelskiej. Od 31 grudnia 1981 jako aresztowany przebywał, osadzony był w Areszcie Śledczym w Katowicach. 1 lutego 1982 Sąd Śląskiego Okręgu Wojskowego we Wrocławiu na sesji w Katowicach umorzył postępowanie przeciwko niemu i już 2 lutego został zwolniony z aresztu. Po wyjściu z aresztu pozostawał bezrobotny. Był organizatorem prasy podziemnej oraz jej kolportażu. W lutym 1986 podczas rewizji i próby zatrzymania zbiegł. Został zatrzymany w kwietniu tego samego roku, aresztowany i osadzony w Areszcie Śledczym w Katowicach gdzie przebywał do września tego samego roku. Od czerwca 1987 na emigracji w USA.